# Sacha Dhawan

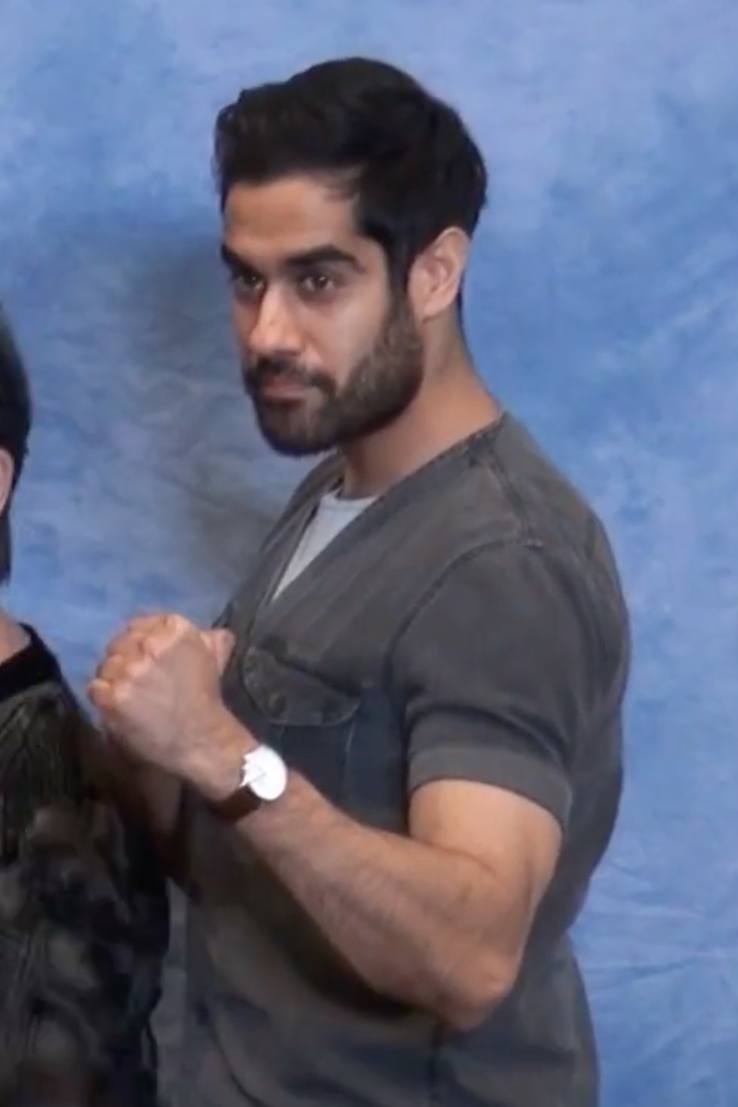
Sacha Dhawan (2017)

Sacha Dhawan (* 1. Mai 1984 in Manchester) ist ein britischer Schauspieler.
Dhawan wuchs in Bramhall, in der Nähe von Stockport in Greater Manchester, auf. Seine Familie ist hinduistisch. Als Kind hatte er Unterricht im Stepptanzen und wurde von seinem Tanzlehrer an eine Kinderagentur weiterempfohlen. Bereits im Alter von 12 Jahren trat er in kleinen Theatern auf. Außerdem besuchte er die Laine-Johnson Theatre School. Er studierte am Aquinas College in Stockport.
Dhawan trat sowohl in der Theater- als auch in der Filmversion von The History Boys auf. Beim Vorsprechen für das Stück überzeugte er Alan Bennett, indem er ein selbstgeschriebenes Gedicht vortrug. 2007 gewann Dhawan für seine Rolle in Bradford Riots einen Royal Television Society Award in der Kategorie Fernsehdurchbruch (On-Screen Breakthrough)
Von 2010 bis 2011 spielte er Manmeet in der US-amerikanischen Sitcom Outsourced.
Von 2020 bis 2022 spielt er den Master in der britischen Kultserie Doctor Who, einen der ärgsten Gegenspieler des Doktors.

## Filmografie
- 1997–1998: Unsichtbar (Out of Sight, Fernsehserie, 20 Folgen)
- 1998: City Central (Fernsehserie, Folge 1x08)
- 1999: The Last Train (Miniserie, 6 Folgen)
- 2001: Eine lausige Hexe in Cambridge (Weirdsister College, Fernsehserie, Folge 1x10)
- 2003: EastEnders: Perfectly Frank (Fernsehfilm)
- 2006: Bradford Riots (Fernsehfilm)
- 2006: Die History Boys – Fürs Leben lernen (The History Boys)
- 2008: Wired (Fernsehserie, Folgen 1x01–1x03)
- 2008: Forgive (Kurzfilm)
- 2008–2014: Chuggington – Die Loks sind los! (Fernsehserie, 36 Folgen)
- 2009: Paradox (Miniserie, Folge 1x04)
- 2010: Five Days (Fernsehserie, Folgen 2x02–2x05)
- 2010: The Deep (Miniserie, Folgen 1x01–1x05)
- 2010: Splinted
- 2010–2011: Outsourced (Fernsehserie, 22 Folgen)
- 2012: Das Geheimnis des Edwin Drood (The Mystery of Edwin Drood, Fernsehfilm)
- 2012: Being Human (Fernsehserie, Folge 4x05)
- 2012: Girl Shaped Love Drug
- 2012: Last Tango in Halifax (Fernsehserie, Folgen 1x01–1x06)
- 2013: After Earth
- 2013: Ein Abenteuer in Raum und Zeit (An Adventure in Space and Time; Fernsehfilm)
- 2013: The Tractate Middoth (Fernsehfilm)
- 2014: Line of Duty (Fernsehserie, Folgen 2x04-2x06)
- 2014: In The Flesh (Fernsehserie, Folge 2x03)
- 2014: 24: Live Another Day (Fernsehserie, Folgen 1x03-1x06)
- 2014: Utopia (Fernsehserie, Folgen 2x04 und 2x06)
- 2014: In the Club (Fernsehserie, Folgen 1x01–1x06)
- 2015: Not Safe for Work (Fernsehserie)
- 2016: Mr Selfridge (Fernsehserie, 9 Folgen)
- 2017: Sherlock – Die sechs Thatchers (The Six Thatchers, Fernsehfilm)
- 2017–2018: Marvel’s Iron Fist (Fernsehserie, 15 Folgen)
- 2020: Dracula (Miniserie, Folge 1x02)
- 2020–2022: Doctor Who (Fernsehserie, 5 Folgen)
- 2020–2023: The Great (Fernsehserie)